# Saint-Ouen-sous-Bailly
Saint-Ouen-sous-Bailly ist eine  Gemeinde mit 225 Einwohnern (Stand: 1. Januar 2022) im französischen Département Seine-Maritime in der Region Normandie (vor 2016 Haute-Normandie). Sie gehört zum Arrondissement Dieppe und zum Kanton Dieppe-2 (bis 2015 Kanton Envermeu). 

## Geographie
Saint-Ouen-sous-Bailly liegt etwa 20 Kilometer ostsüdöstlich von Dieppe. Umgeben wird Saint-Ouen-sous-Bailly von den Nachbargemeinden Petit-Caux im Norden, Bailly-en-Rivière im Osten, Douvrend im Süden sowie Envermeu im Westen.

## Bevölkerungsentwicklung
| Jahr                      | 1962 | 1968 | 1975 | 1982 | 1990 | 1999 | 2006 | 2013 |
| Einwohner                 | 142  | 140  | 153  | 144  | 152  | 187  | 211  | 222  |
| Quelle: Cassini und INSEE |      |      |      |      |      |      |      |      |

## Sehenswürdigkeiten
- Kirche Saint-Ouen aus dem 11. Jahrhundert